# 艾尔弗雷德·比米什
艾尔弗雷德·比米什（英語：Alfred Beamish，1879年8月6日—1944年2月28日），英国男子网球运动员。他曾代表英国参加1912年和1920年夏季奥林匹克运动会网球比赛，其中1912年奥运会获得一枚铜牌。